# 甲酸钐
甲酸钐是钐(III)的甲酸盐，化学式为Sm(HCOO)3，或写成Sm(HCO2)3。

## 制备
甲酸钐可由氧化钐和甲酸溶液在四甲基氢氧化铵和DMF（各10%）存在下反应水热反应得到。

## 性质
甲酸钐加热可以分解，在350℃分解为碱式碳酸盐（Sm2O2CO3），在755℃生成氧化钐。